# Another Town, Another Train
Another Town, Another Train ist eine Ballade der Popgruppe ABBA. Sie erscheint auf Ring Ring, dem Debütalbum der Gruppe und wurde im Jahre 1973 veröffentlicht. Ungewöhnlich ist, dass das Lied von Björn Ulveaus und Benny Andersson und nicht von deren Frauen Agnetha Fältskog und Annifrid Lyngstad gesungen wird, diese sind ausschließlich im Hintergrund des Refrains zu hören. Dies liegt daran begründet, dass das Album ursprünglich als Ulveaus und Andersson-Werk geplant war und die beiden Frauen anfangs nicht für die Besetzung geplant waren.

## Wer Im Wartesaal Der Liebe Steht
Im Juli 1973 nahmen Björn, Benny, Agnetha und Annifrd, so nannte sich die Gruppe in ihrer Anfangszeit, eine deutsche Version zu Another Town, Another Train, namens Wer Im Wartesaal Der Liebe Steht, auf. Diese wurde von Fred Jay übersetzt und diente als B-Seite der deutschen Ausgabe der Single Ring, Ring.